# Me 328 (航空機)
Me 328
パルスジェットを取り付けたMe 328 V2
- 用途：戦闘機・爆撃機
- 製造者：メッサーシュミット社、シュヴァイアー社
- 運用者： ドイツ国
- 生産数：10機

Me 328（Messerschmitt Me 328）は、第二次世界大戦中にメッサーシュミットによってドイツ空軍向けに開発された試作戦闘機・爆撃機であり、パルスジェットエンジンを採用していた。

## 開発
1942年に開始された本機の計画では、低空爆撃用の安価で簡易な高速機を量産することを目的とし、緊急時には昼間戦闘機として使用することも考慮されていた。メッサーシュミットの技術者はさらに、前年にDFSが行った作業を検討して、P.1079という独自の設計をまとめている。これは簡易な単座のレイアウトに、何種類ものエンジンの装備を考慮したもので、このなかには大型機の寄生戦闘機などが含まれていた。
1943年に入るとドイツの優勢は全戦線で失われ始め、連合軍の欧州上陸作戦開始も間近と考えられるようになった。このとき、DFSとメッサーシュミット社の協力のもと、ヤコブ・シュヴァイアー滑空会社がMe 328の実現に向けて動きだした。Me 328では非戦略物資を使うことが念頭に置かれていたため、機体は当然木製となる予定だったが、それでも原型では各種の合板や複合材などが研究されている。
実機の開発とは別に、メッサーシュミット社は風洞実験を行い、2基のアルグス As 014パルスジェットエンジンの取り付け位置を主翼下面の胴体に近い場所に決めた。ここがジェットの振動や騒音の影響も少なく、最も妥当だと考えられたからである。しかし、実機ではこれでも排気の振動で尾部と尾翼が破壊されるという問題が生じている。このため、ジェットの排気筒は水平尾翼の下を通して後ろで開口するアレンジとすることが良いということになった。
Fw 190やBf 109の1機分の費用があれば、Me 328を4機製造できると試算された。製造コストがこのように低く見積もられた最大の要因は、パルスジェットエンジンが安価なためであった。

## 機体
胴体を円形断面の単純なものとし、主翼を中翼式に取り付け、キャノピーは突起させ、全体は後に作られたHe 162より小さく簡略化されている。
主翼は細長いテーパー付きのもので、前縁にスラット、後縁フラップを持ち、試験中はスパンを変えられるようになっていた。防弾は胴体前後の燃料タンクを自動洩れ止め式としたほか、パイロットには装甲板と防弾式風防ガラスが設けられ、着陸には引き込み式のソリを下げ、離陸時はそれを引き込めて機体をドリーの上に載せるようにした。

## 試験

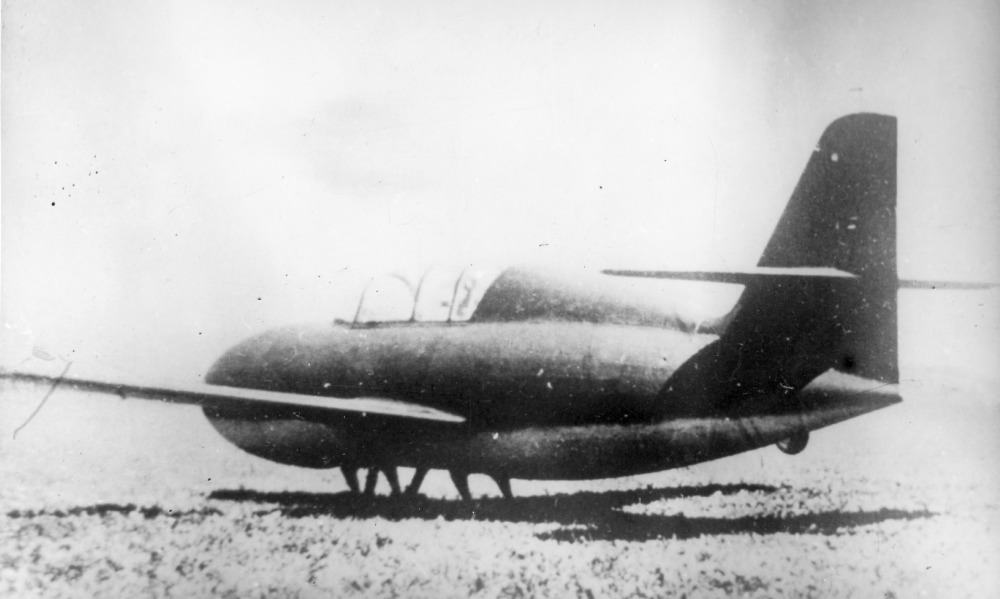
Me 328A V1の機体後部

基本型、昼間戦闘機型Me 328A、低空爆撃機型Me 328Bが考えられ、シュヴァイアー社はV1からV10までの10機の原型を作った。V1はエンジンを装備せずに母機Do 217E(JT+FL)の上に積まれて空力上のテストをし、その後には曳航されて高度3,000m～6,000mから滑空する試験が行われている。最大速度は745km/hであった。その結果、この機体は空力的には出来が悪いが、得られるメリットは大きく、敵艦隊や爆撃機編隊に狙いを定めたあと、パイロットが脱出するようにすれば、実用機として有望であると判断された。実戦での母機としてはHe 177かMe 264が想定されていた。
その後の試験では、カタパルト、補助ロケット、ケーブルを使いた離陸や、飛行中に母機と再接触するテストなどが行われた。試験の結果、パルスジェットは高度が上がると出力が大きく低下するため、戦闘機として使用するには問題があることが判明した。
戦闘機型の改良型として双発エンジンのMe 328A-1や4発エンジンのMe 328A-2も考えられていた。

## B,Cシリーズ

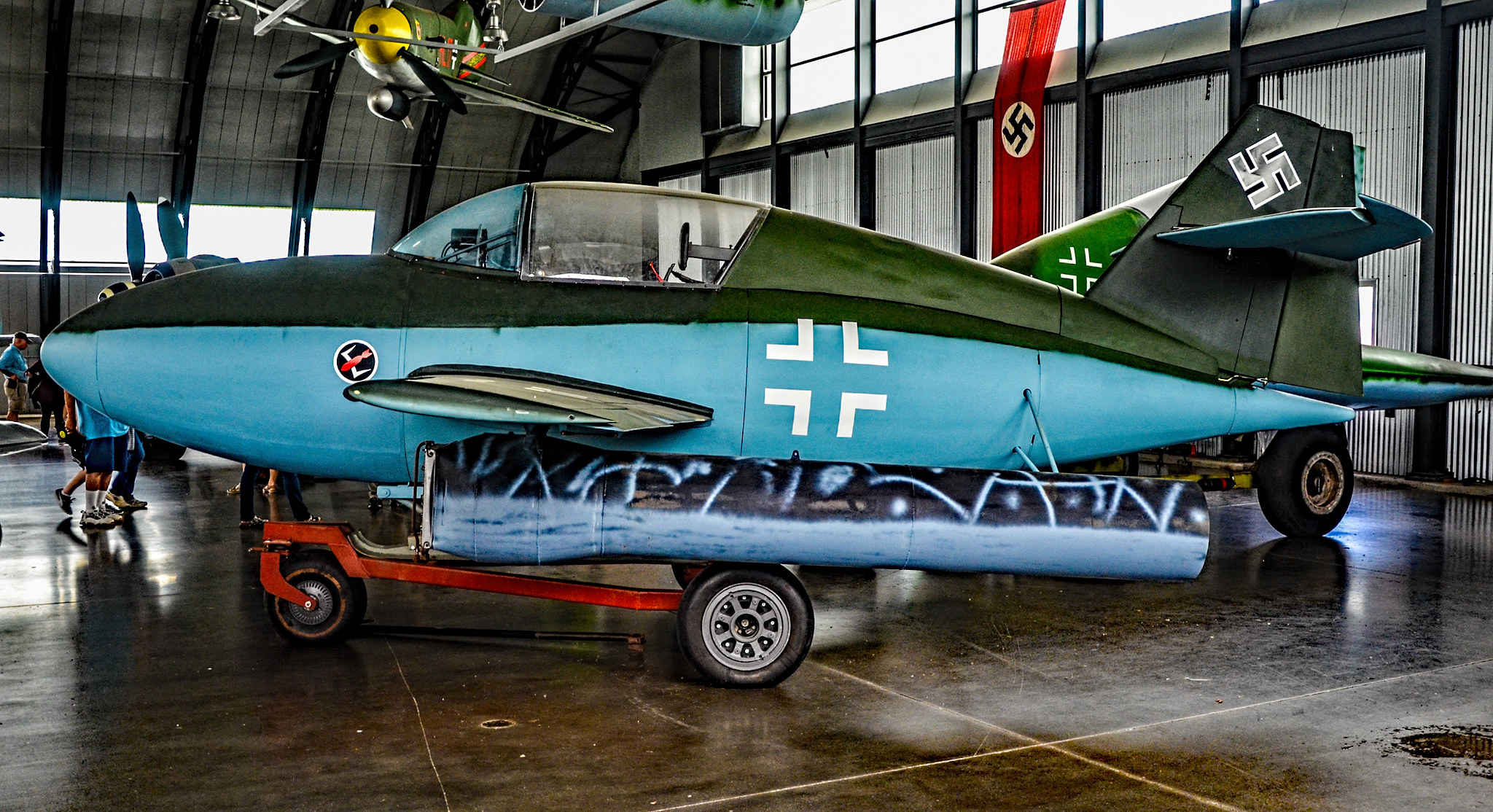
Me 328Bのレプリカ

Bシリーズの作業を始めたが、パルスジェットの性能が問題なうえ危険だという理由でキャンセルされることを恐れた設計陣は、Jumo004Bターボジェット1基を装備したCシリーズも検討した。しかし“安価で簡易”な機体という要求仕様に反するとして計画に留まった。
1944年になると無動力のMe 328Bが有人滑空爆弾として滑空試験を行い、試験が終了すると生産が発注された。しかしV1号で実績を築いていた有人型V1号以上の計画とは認められず、実機は完成しなかった。

## スペック（Me 328A-1）
情報源
- 乗員:1名
- 全幅:6.40m
- 全長:6.83m
- 全高:1.60m
- 自重:1,600kg
- 全備重量:4,500kg

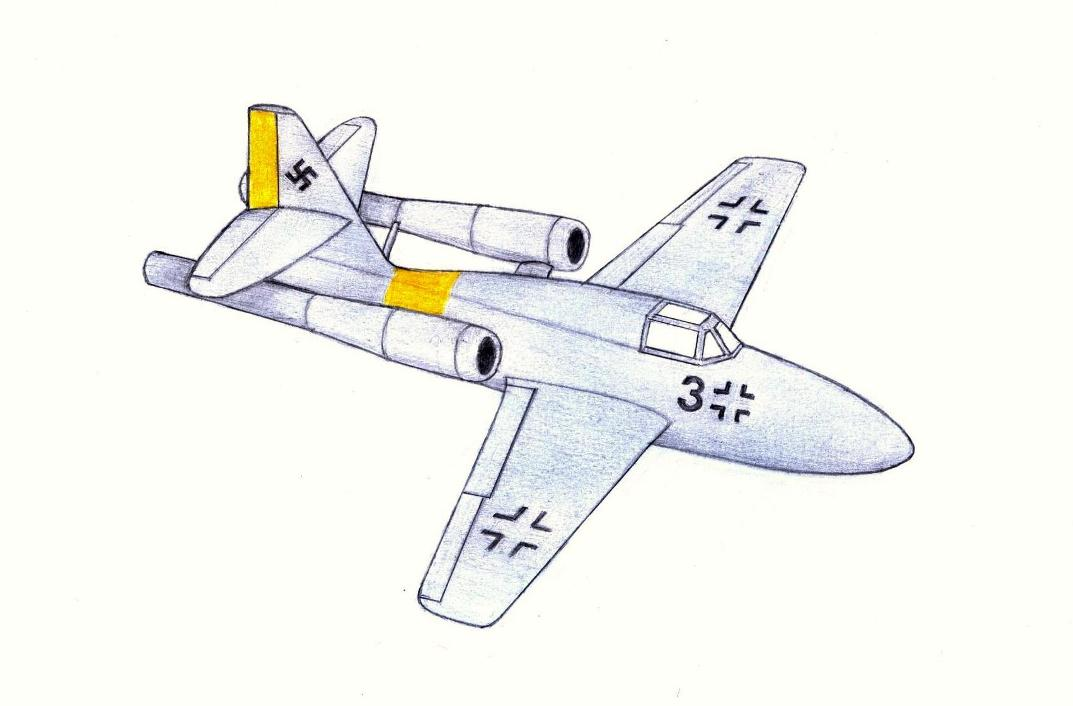
Me 328A-1のイメージ

- エンジン:As 014パルスジェット（推力300kg）×2
- 最高速度:805km/h
- 航続距離:485km
- 武装:20mm機関砲×2